# Харви, Саманта
Саманта Харви (род. 1975, Кент) — британская писательница. В 2024 году стала лауреатом Букеровской премии за роман «Орбита».

## Биография
До десяти лет Харви жила в Диттоне, Кент, недалеко от Мейдстоуна, в семье строителя, до развода родителей. После этого её мать переехала в Ирландию, и Харви провела свои подростковые годы в переездах, живя в Йорке, Шеффилде и Японии. Харви изучала философию в Йоркском и Шеффилдском университетах. В 2005 году окончила курс магистратуры по творческому письму в Университете Бат-Спа, а также защитила докторскую диссертацию по творческому письму.
Дебютный роман, The Wilderness (2009), написан с точки зрения человека, у которого развивается болезнь Альцгеймера, и описывает через всё более раздробленную прозу разрушительный эффект болезни. Её второй роман, «Все есть песня» (2012), — роман о моральном и сыновнем долге, о выборе между сомнением и соответствием. Автор описывает роман как свободное, современное переосмысление жизни Сократа.
Её третий роман, Dear Thief, представляет собой длинное письмо женщины своему отсутствующему другу, в котором подробно описываются эмоциональные последствия любовного треугольника. По слухам, роман основан на песне Леонарда Коэна «Famous Blue Raincoat». Роман был опубликован в 2014 году издательством Jonathan Cape. Четвёртый роман Харви, «Ветер западный», о священнике из Сомерсета XV века, был опубликован в марте 2018 года.
The Shapeless Unease, её единственная нехудожественная работа, представляет собой рассказ о ее опыте борьбы с тяжелой бессонницей. Действие её последнего романа, «Орбита» (2023), разворачивается на космической станции в течение одного дня на низкой околоземной орбите, и был описан Марком Хэддоном как «один из самых красивых романов, которые я читал за очень долгое время».
Её рассказы публиковались в журнале Granta и на BBC Radio 4. Написала несколько рецензий для The Guardian и The New York Times, а также предоставляет эссе и статьи для The New Yorker, The Telegraph, The Guardian и TIME, среди прочих изданий.
Романы Харви были номинированы на соискание многих премий, включая Букеровскую премию, Женскую премию за художественную литературу, Мемориальную премию Джеймса Тейта Блэка и Премию Вальтера Скотта. В 2010 году была названа одним из 12 лучших новых британских романистов по версии The Culture Show. В 2019 году роман «Ветер западный» получил премию Staunch Book Prize.
Харви публикуется в Великобритании в издательстве Jonathan Cape и в США в издательстве Grove Atlantic. Ее интересы представляет агент Анна Веббер.
Харви читает курс по творческому письму в Университете Бат-Спа, была членом жюри премии Rathbones Folio Prize, а с 2023 года выступает в качестве наставника Rathbones Folio Mentorships.
Регулярно преподает в Arvon Foundation и ежегодно проводит писательские курсы в Испании вместе с писательницей Эммой Хупер.
Стиль письма Харви сравнивают с творчеством Вирджинии Вульф, критики хвалят её лирическую прозу и проницательные исследования человеческой психики.

### Романы
- Harvey, Samantha. The Wilderness. — Jonathan Cape, 2009. — ISBN 9780224086073.
- Harvey, Samantha. All Is Song. — Jonathan Cape, 2012. — ISBN 9780224096324.
- Harvey, Samantha. Dear Thief. — Jonathan Cape, 2014. — ISBN 9780224101721.
- Harvey, Samantha. The Western Wind. — Jonathan Cape, 2018. — ISBN 9781787330597.
- Harvey, Samantha. Orbital. — Jonathan Cape, 2023. — ISBN 9781787334342.[12][13][14][15][16]